# پرشتولسدورف
شهر پرشتولسدورف (به آلمانی: Perchtoldsdorf) در استان  نیدراسترایش با جمعیت  ۱۴٬۴۸۹  نفر در کشور اتریش واقع شده‌است.